# Animomyia
Animomyia là một chi bướm đêm thuộc họ Geometridae.

## Các loài
- Animomyia dilatata Rindge, 1974
- Animomyia hardwicki Rindge, 1974
- Animomyia minuta Rindge, 1974
- Animomyia morta Dyar, 1908
- Animomyia nuda Rindge, 1974
- Animomyia smithii (Pearsall, 1910)
- Animomyia turgida Rindge, 1974